# Satellite Award/Film/Beste Nebendarstellerin
Mit dem Satellite Award Beste Nebendarstellerin werden die Schauspielerinnen geehrt, die als Nebendarstellerinnen herausragende Leistungen in einem Film gezeigt haben. Vor 2006 gab es diese Auszeichnung für eine Nebendarstellerin in einem Drama und eine weitere für eine Nebendarstellerin in einem Film der Kategorie Komödie/Musical.
| Statistik (bis einschließlich Satellite Awards 2022) |                                              |
| Am häufigsten honorierte Nebendarstellerin           | Regina King (zwei Auszeichnungen)            |
| Am häufigsten nominierte Nebendarstellerin           | Kate Winslet (fünf Nominierungen, ohne Sieg) |

Es werden immer jeweils die Nebendarstellerinnen des Vorjahres ausgezeichnet.

## Nominierungen und Gewinnerinnen

### Beste Nebendarstellerin – Drama (1996–2005)
| Jahr | Preisträger                   | für den Film                            | Nominierungen |
| 1996 | Courtney Love                 | Larry Flynt – Die nackte Wahrheit       | Joan Allen für Hexenjagd Stockard Channing für Moll Flanders Miranda Richardson für Jahre der Zärtlichkeit – Die Geschichte geht weiter Kate Winslet für Hamlet                                                           |
| 1997 | Julianne Moore                | Boogie Nights                           | Minnie Driver für Good Will Hunting Ashley Judd für … denn zum Küssen sind sie da Debbi Morgan für Eve's Bayou Sigourney Weaver für Der Eissturm                                                                          |
| 1998 | Kimberly Elise                | Menschenkind                            | Kathy Burke für Tanz in die Freiheit Beverly D’Angelo für American History X Thandie Newton für Menschenkind Lynn Redgrave für Gods and Monsters                                                                          |
| 1999 | Chloë Sevigny                 | Boys Don’t Cry                          | Erykah Badu für Gottes Werk und Teufels Beitrag Toni Collette für The Sixth Sense Jessica Lange für Titus Sissy Spacek für Eine wahre Geschichte – The Straight Story Charlize Theron für Gottes Werk und Teufels Beitrag |
| 2000 | Jennifer Ehle Rosemary Harris | Ein Hauch von Sonnenschein              | Judi Dench für Chocolat – Ein kleiner Biss genügt Catherine Deneuve für Dancer in the Dark Samantha Morton für Jesus' Son Julie Walters für Billy Elliot – I Will Dance Kate Winslet für Quills – Macht der Besessenheit  |
| 2001 | Jennifer Connelly             | A Beautiful Mind – Genie und Wahnsinn   | Fionnula Flanagan für The Others Brittany Murphy für Sag’ kein Wort Julia Stiles für The Business of Strangers Marisa Tomei für In the Bedroom Kate Winslet für Iris                                                      |
| 2002 | Edie Falco                    | Land des Sonnenscheins – Sunshine State | Kathy Bates für About Schmidt Julianne Moore für The Hours – Von Ewigkeit zu Ewigkeit Miranda Richardson für Spider Đỗ Thị Hải Yến für Der stille Amerikaner Renée Zellweger für Weißer Oleander                          |
| 2003 | Maria Bello                   | The Cooler – Alles auf Liebe            | Emma Bolger für In America Annette Bening für Open Range – Weites Land Patricia Clarkson für Station Agent Marcia Gay Harden für Mystic River Holly Hunter für Dreizehn                                                   |
| 2004 | Gena Rowlands                 | Wie ein einziger Tag                    | Cate Blanchett für Aviator Daryl Hannah für Kill Bill – Volume 2 Laura Linney für Kinsey – Die Wahrheit über Sex Natalie Portman für Hautnah Kyra Sedgwick für The Woodsman                                               |
| 2005 | Laura Linney                  | Der Tintenfisch und der Wal             | Amy Adams für Junikäfer Maria Bello für A History of Violence Gong Li für Die Geisha Shirley MacLaine für In den Schuhen meiner Schwester Frances McDormand für Kaltes Land                                               |

### Beste Nebendarstellerin – Komödie/Musical (1996–2005)
| Jahr | Preisträger       | für den Film                              | Nominierungen |
| 1996 | Debbie Reynolds   | Mother                                    | Lauren Bacall für Liebe hat zwei Gesichter Goldie Hawn für Alle sagen: I love you Sarah Jessica Parker für Der Club der Teufelinnen Renée Zellweger für Jerry Maguire – Spiel des Lebens                                                              |
| 1997 | Joan Cusack       | In & Out                                  | Cameron Diaz für Die Hochzeit meines besten Freundes Linda Fiorentino für Men in Black Anne Heche für Wag the Dog Shirley Knight für Besser geht’s nicht                                                                                              |
| 1998 | Joan Allen        | Pleasantville – Zu schön, um wahr zu sein | Kathy Bates für Mit aller Macht Brenda Blethyn für Little Voice Julianne Moore für The Big Lebowski Joan Plowright für Dance with Me |
| 1999 | Catherine Keener  | Being John Malkovich                      | Cate Blanchett für Ein perfekter Ehemann Cameron Diaz für Being John Malkovich Samantha Morton für Sweet and Lowdown Antonia San Juan für Alles über meine Mutter Tori Spelling für Trick                                                             |
| 2000 | Kate Hudson       | Almost Famous – Fast berühmt              | Holly Hunter für O Brother, Where Art Thou? – Eine Mississippi-Odyssee Frances McDormand für Almost Famous – Fast berühmt Catherine O’Hara für Best in Show Rebecca Pidgeon für State and Main Marisa Tomei für Was Frauen wollen                     |
| 2001 | Maggie Smith      | Gosford Park                              | Anjelica Huston für Die Royal Tenenbaums Helen Mirren für Gosford Park Gwyneth Paltrow für Die Royal Tenenbaums Miriam Shor für Hedwig and the Angry Inch Emily Watson für Gosford Park                                                               |
| 2002 | Tovah Feldshuh    | Kissing Jessica                           | Toni Collette für About a Boy oder: Der Tag der toten Ente Lainie Kazan für My Big Fat Greek Wedding – Hochzeit auf griechisch Emily Mortimer für Lovely & Amazing Bebe Neuwirth für Alle lieben Oscar Meryl Streep für Adaption – Der Orchideen-Dieb |
| 2003 | Patricia Clarkson | Pieces of April – Ein Tag mit April Burns | Scarlett Johansson für Lost in Translation Shaheen Khan für Kick It Like Beckham Catherine O’Hara für A Mighty Wind Emma Thompson für Tatsächlich… Liebe Julie Walters für Kalender Girls                                                             |
| 2004 | Regina King       | Ray                                       | Lynn Collins für Der Kaufmann von Venedig Minnie Driver für Das Phantom der Oper Cloris Leachman für Spanglish Virginia Madsen für Sideways Sharon Warren für Ray                                                                                     |
| 2005 | Rosario Dawson    | Rent                                      | America Ferrera für Eine für 4 Diane Keaton für Die Familie Stone – Verloben verboten! Rachel McAdams für Die Familie Stone – Verloben verboten! Michelle Monaghan für Kiss Kiss, Bang Bang Qiu Yuen für Kung Fu Hustle                               |

### Beste Nebendarstellerin (2006–2019)
| Jahr | Preisträger       | für den Film                      | Nominierungen |
| 2006 | Jennifer Hudson   | Dreamgirls                        | Cate Blanchett für Tagebuch eines Skandals Abigail Breslin für Little Miss Sunshine Blythe Danner für Der letzte Kuss Rinko Kikuchi für Babel Lily Tomlin für Robert Altman’s Last Radio Show |
| 2007 | Amy Ryan          | Gone Baby Gone – Kein Kinderspiel | Ruby Dee für American Gangster Taraji P. Henson für Talk to Me Saoirse Ronan für Abbitte Emmanuelle Seigner für La vie en rose Tilda Swinton für Michael Clayton |
| 2008 | Rosemarie DeWitt  | Rachels Hochzeit                  | Penélope Cruz für Elegy oder die Kunst zu lieben Anjelica Huston für Choke – Der Simulant Beyoncé für Cadillac Records Sophie Okonedo für Die Bienenhüterin Emma Thompson für Wiedersehen mit Brideshead |
| 2009 | Mo’Nique          | Precious – Das Leben ist kostbar  | Emily Blunt für Sunshine Cleaning Penélope Cruz für Nine Anna Kendrick für Up in the Air Mozhan Marnò für The Stoning of Soraya M. |
| 2010 | Jacki Weaver      | Königreich des Verbrechens        | Amy Adams für The Fighter Marion Cotillard für Inception Anne-Marie Duff für Nowhere Boy Rosamund Pike für Barney’s Version Vanessa Redgrave für Briefe an Julia Kristin Scott Thomas für Nowhere Boy Dianne Wiest für Rabbit Hole |
| 2011 | Jessica Chastain  | The Tree of Life                  | Elle Fanning für Super 8 Lisa Féret für Nannerl, la soeur de Mozart Judy Greer für The Descendants – Familie und andere Angelegenheiten Rachel McAdams für Midnight in Paris Janet McTeer für Albert Nobbs Carey Mulligan für Shame Vanessa Redgrave für Coriolanus Octavia Spencer für The Help Kate Winslet für Der Gott des Gemetzels |
| 2012 | Anne Hathaway     | Les Misérables                    | Amy Adams für The Master Samantha Barks für Les Misérables Judi Dench für James Bond 007: Skyfall Hélène Florent für Café de Flore Helen Hunt für The Sessions – Wenn Worte berühren |
| 2013 | June Squibb       | Nebraska                          | Sally Hawkins für Blue Jasmine Jennifer Lawrence für American Hustle Lupita Nyong’o für 12 Years a Slave Julia Roberts für Im August in Osage County Léa Seydoux für Blau ist eine warme Farbe Emily Watson für Die Bücherdiebin Oprah Winfrey für Der Butler                                                                            |
| 2014 | Patricia Arquette | Boyhood                           | Laura Dern für Der große Trip – Wild Keira Knightley für The Imitation Game – Ein streng geheimes Leben Emma Stone für Birdman oder (Die unverhoffte Macht der Ahnungslosigkeit) Tilda Swinton für Snowpiercer Katherine Waterston für Inherent Vice – Natürliche Mängel                                                                 |
| 2015 | Alicia Vikander   | The Danish Girl                   | Elizabeth Banks für Love & Mercy Jane Fonda für Ewige Jugend Rooney Mara für Carol Rachel McAdams für Spotlight Kate Winslet für Steve Jobs |
| 2016 | Naomie Harris     | Moonlight                         | Viola Davis für Fences Nicole Kidman für Lion Helen Mirren für Eye in the Sky Octavia Spencer für Hidden Figures – Unerkannte Heldinnen Michelle Williams für Manchester by the Sea |
| 2017 | Lois Smith        | Marjorie Prime                    | Mary J. Blige für Mudbound Holly Hunter für The Big Sick Allison Janney für I, Tonya Melissa Leo für Novitiate Laurie Metcalf für Lady Bird |
| 2018 | Regina King       | If Beale Street Could Talk        | Claire Foy für Aufbruch zum Mond Nicole Kidman für Der verlorene Sohn Margot Robbie für Maria Stuart, Königin von Schottland Emma Stone für The Favourite – Intrigen und Irrsinn Rachel Weisz für The Favourite – Intrigen und Irrsinn                                                                                                   |
| 2019 | Jennifer Lopez    | Hustlers                          | Penélope Cruz für Leid und Herrlichkeit Laura Dern für Marriage Story Nicole Kidman für Bombshell – Das Ende des Schweigens Margot Robbie für Bombshell – Das Ende des Schweigens Zhao Shuzhen für The Farewell |

### Beste Nebendarstellerin (ab 2020)
| Jahr | Preisträger          | für den Film         | Nominierungen |
| 2020 | Amanda Seyfried      | Mank                 | Ellen Burstyn für Pieces of a Woman Olivia Colman für The Father Nicole Kidman für The Prom Youn Yuh-jung für Minari – Wo wir Wurzeln schlagen Helena Zengel für Neues aus der Welt                                                   |
| 2021 | Kirsten Dunst        | The Power of the Dog | Caitriona Balfe für Belfast Judi Dench für Belfast Aunjanue Ellis für King Richard Marlee Matlin für CODA Ruth Negga für Seitenwechsel                                                                                                |
| 2022 | Claire Foy           | Die Aussprache       | Angela Bassett für Black Panther: Wakanda Forever Kerry Condon für The Banshees of Inisherin Jamie Lee Curtis für Everything Everywhere All at Once Dolly de Leon für Triangle of Sadness Jean Smart für Babylon – Rausch der Ekstase |
| 2023 | Da’Vine Joy Randolph | The Holdovers        | Juliette Binoche für Geliebte Köchin Emily Blunt für Oppenheimer America Ferrera für Barbie Julianne Moore für May December Rosamund Pike für Saltburn                                                                                |
| 2024 | Ariana Grande        | Wicked               | Danielle Deadwyler für The Piano Lesson Felicity Jones für Der Brutalist Margaret Qualley für The Substance Isabella Rossellini für Konklave Zoe Saldaña für Emilia Pérez                                                             |